# Watertown (Connecticut)
Pour les articles homonymes, voir Watertown.
Watertown est une ville située dans le comté de Litchfield, dans l'État du Connecticut (États-Unis). Lors du recensement de 2010, sa population s’élevait à 22 514 habitants.

## Géographie
Selon le Bureau du recensement des États-Unis, la superficie de la municipalité est de 29,51 milles carrés (76,43 km2), dont 29,01 milles carrés (75,14 km2) de terres et 0,51 milles carrés (1,32 km2) de plans d'eau (soit 1,7 %).

## Histoire
Watertown devient une municipalité en 1780, en se séparant de Waterbury.

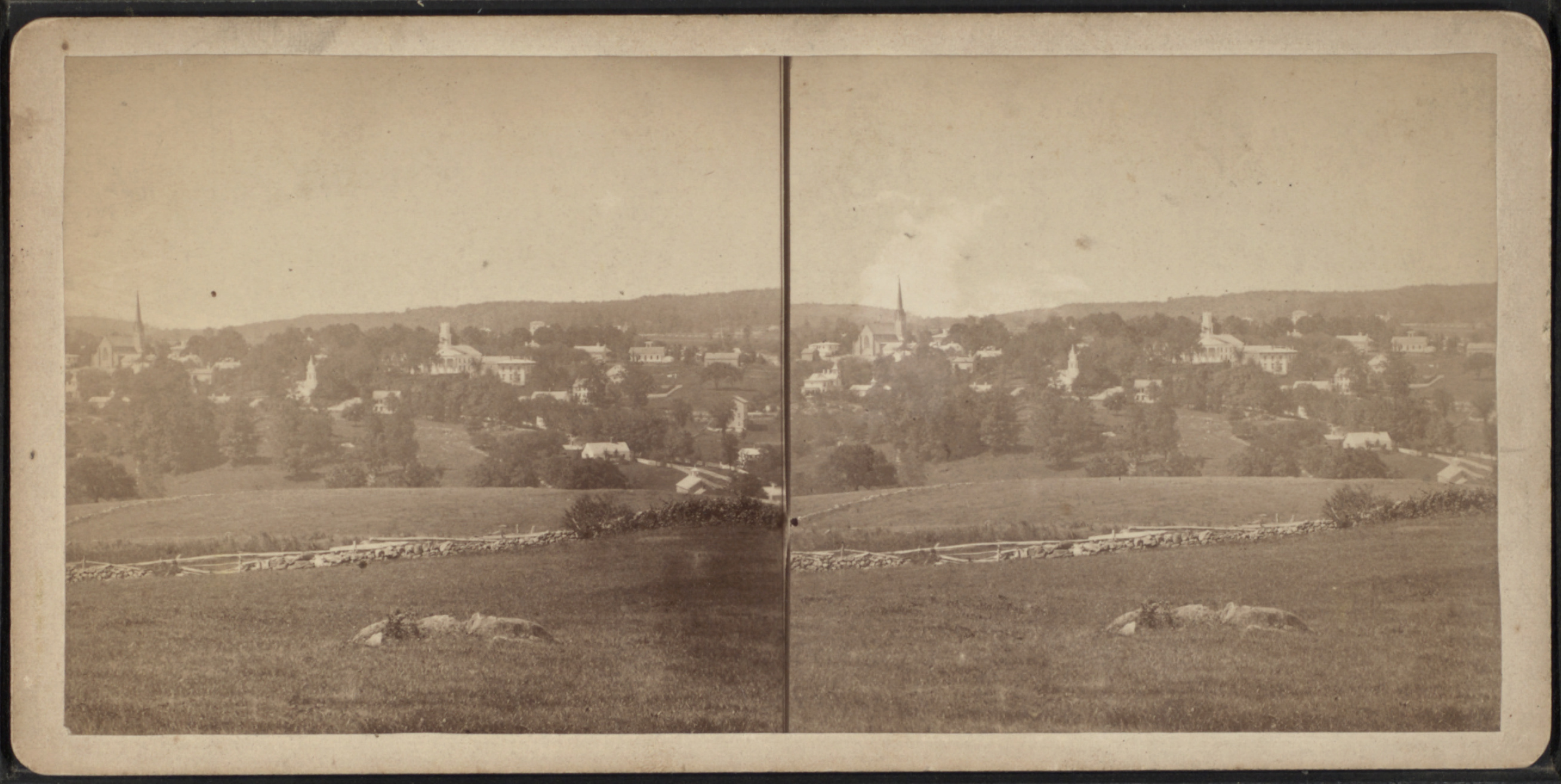
Vue de Watertown probablement entre 1870 et 1885.

## Démographie
Selon le recensement de 2010, la municipalité de Watertown compte 22 514 habitants, dont 3 574 dans le bourg de Watertown (Watertown CDP).
D'après le recensement de 2000, il y avait 21 661 habitants, 8 046 ménages, et 5 994 familles dans la ville. La densité de population était de 286,9 hab/km2. Il y avait 8 298 maisons avec une densité de 109,9 maisons/km2. La décomposition ethnique de la population était : 96,46 % blancs ; 0,75 % noirs ; 0,12 % amérindiens ; 1,27 % asiatiques ; 0,05 % natifs des îles du Pacifique ; 0,48 % des autres races ; 0,87 % de deux ou plus races. 1,87 % de la population était hispanique ou Latino de n'importe quelle race.
Il y avait 8 046 ménages, dont 34,7 % avaient des enfants de moins de 18 ans, 61,7 % étaient des couples mariés, 9,4 % avaient une femme qui était parent isolé, et 25,5 % étaient des ménages non-familiaux. 21,7 % des ménages étaient constitués de personnes seules et 9,4 % de personnes seules de 65 ans ou plus. Le ménage moyen comportait 2,67 personnes et la famille moyenne avait 3,13 personnes.
Dans la ville la pyramide des âges était 24,8 % en dessous de 18 ans, 6,3 % de 18 à 24, 29,9 % de 25 à 44, 24,9 % de 45 à 64, et 14,1 % qui avaient 65 ans ou plus. L'âge médian était 39 ans. Pour 100 femmes, il y avait 92,0 hommes. Pour 100 femmes de 18 ans ou plus, il y avait 90,6 hommes.
Le revenu médian par ménage de la ville était 59 420 dollars US, et le revenu médian par famille était $68 761. Les hommes avaient un revenu médian de $47 097 contre $31 822 pour les femmes. Le revenu par habitant de la ville était $26 044. 2,2 % des habitants et 1,1 % des familles vivaient sous le seuil de pauvreté. 0,8 % des personnes de moins de 18 ans et 3,7 % des personnes de plus de 65 ans vivaient sous le seuil de pauvreté.
| 1820  | 1850  | 1860  | 1870  | 1880  | 1890  |
| ----- | ----- | ----- | ----- | ----- | ----- |
| 1 439 | 1 533 | 1 587 | 1 698 | 1 897 | 2 323 |

| 1900  | 1910  | 1920  | 1930  | 1940  | 1950   |
| ----- | ----- | ----- | ----- | ----- | ------ |
| 3 100 | 3 850 | 6 050 | 8 192 | 8 787 | 10 699 |

| 1960   | 1970   | 1980   | 1990   | 2000   | 2010   |
| ------ | ------ | ------ | ------ | ------ | ------ |
| 14 837 | 18 610 | 19 489 | 20 456 | 21 661 | 22 514 |

## Personnalités
- Edward Dunne, gouverneur de l'Illinois (1913-1917) y est né en 1853.